# 赫里希内 (扎波罗热州)
47°6′48″N 35°50′18″E / 47.11333°N 35.83833°E
赫里希內（羅馬化：Hryshyne）是位於烏克蘭東南部的村莊，由扎波羅熱州波洛希區的莫洛昌斯克市鎮負責管轄。該村處於庫魯尚河畔，距離科佐盧希夫卡1.5公里，始建於1921年，面積0.09平方公里，海拔高度55米，2001年人口191。